# Alvise Giovanni Mocenigo
Pour les autres membres de la famille, voir Mocenigo.
Alvise IV Giovanni Mocenigo (né le 19 mai 1701 à Venise – mort le 31 décembre 1778 dans la même ville) est un homme politique italien du XVIIIe siècle, qui est le 118e doge de Venise, élu en 1763.

## Biographie
Alvise Giovanni Mocenigo est le fils de Alvise et de Paolina Badoer. Né dans une famille très riche et puissante, il mène une carrière rapide recouvrant avec succès de nombreuses charges. Il est ambassadeur en France, Rome, Naples et le Portugal.
Marié à Pisana Corner qui meurt pendant le dogat en 1769 (certaines sources évoquent sa mort en 1796) ils ont six garçons. Bien qu'il soit un habile diplomate, le peuple le considère comme un homme au caractère faible influencé par sa femme.

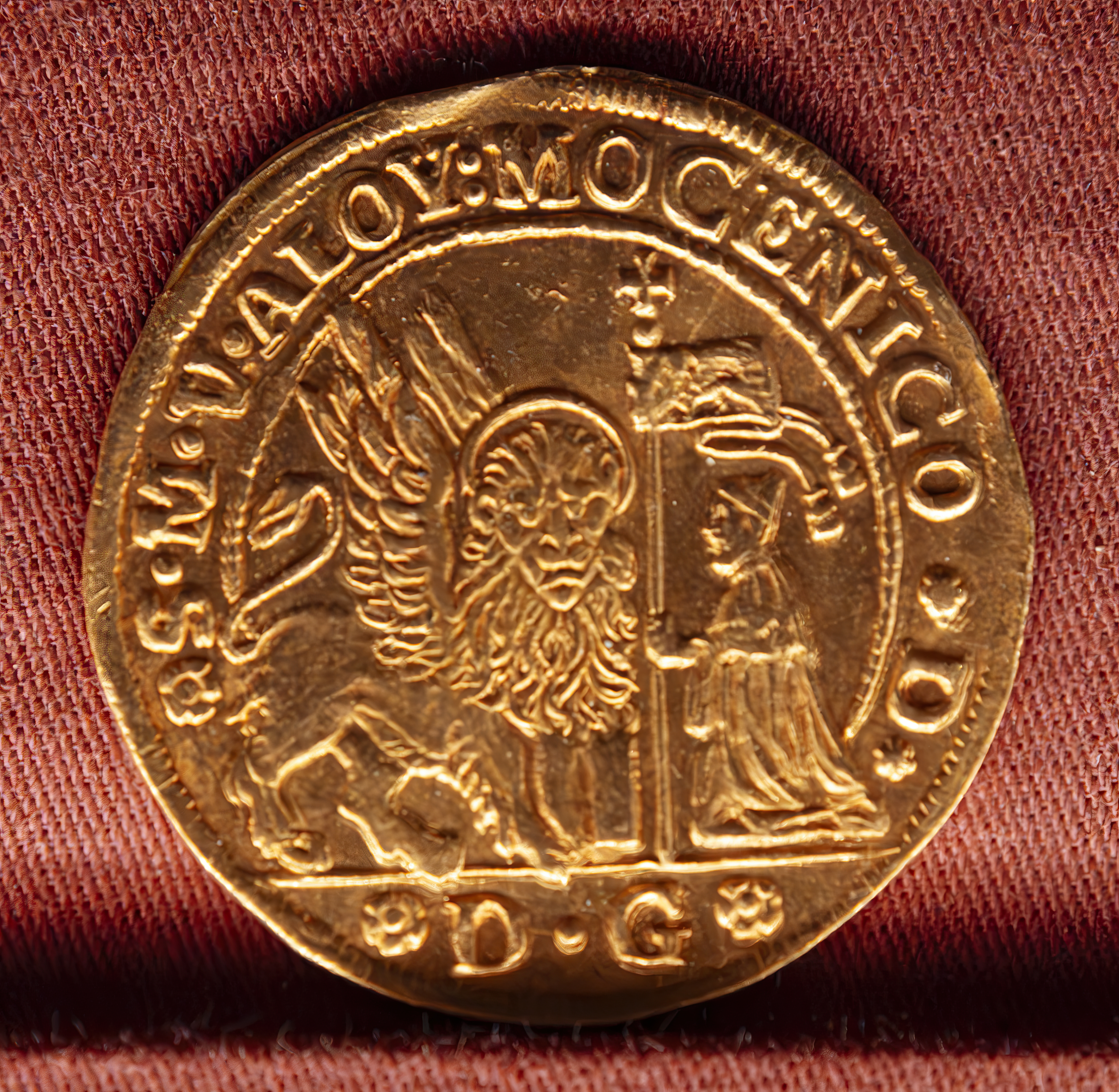
Ducatone à l'effigie d'Alvise Mocenigo - Musée Correr

### Le dogat
Il atteint la charge suprême le 19 avril 1763, unique candidat, élu avec le maximum des voix. La république de Venise est désormais en plein déclin, sans politique internationale car elle est enfermée dans une immobile neutralité, isolée du progrès économique, presque le jouet des évènements. Son dogat est plus rappelé pour la finesse du mobilier de ses appartements que pour des actes politiques ou historiques.
Vers 1770, la crise économique frappe la République et les remèdes ne sont que des palliatifs. Les lois contre le luxe se révèlent tout aussi inutiles et il y a de nombreux scandales financiers et de mœurs, signe du déclin moral de la classe dirigeante. Même le doge est impliqué dans une histoire embarrassante lorsque son anneau est retrouvé entre les mains d'une « noble dame ». Malgré ces faits, Mocenigo est un bon souverain, modéré, généreux. Il limite les privilèges du clergé, et par conséquent entre en conflit avec la pape Clément XIII.
Pour chercher à développer l'économie, il crée d'importantes relations commerciales avec Tripoli, Tunis, le Maroc, la Russie et même l'Amérique.
Il meurt le 31 décembre 1778 et est inhumé dans la basilique de San Zanipolo.

### Solennités pour le dogat d'Alvise Giovanni Mocenigo
Le peintre Francesco Guardi réalisa en 1766-1770, une série de douze tableaux sur les solennités de 1763 pour son élection.

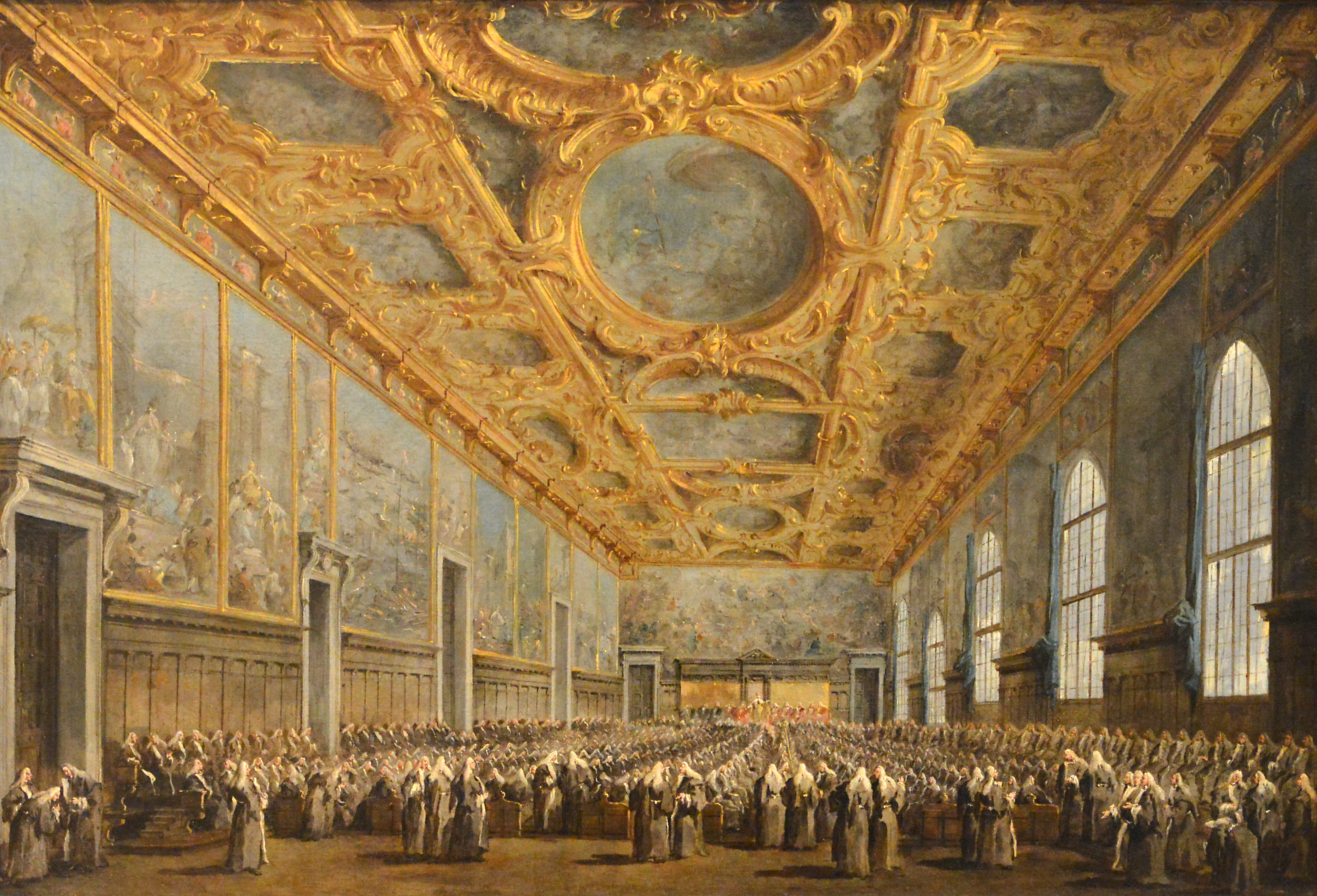
Le Doge de Venise remercie le Conseil majeur, musée des Arts de Nantes
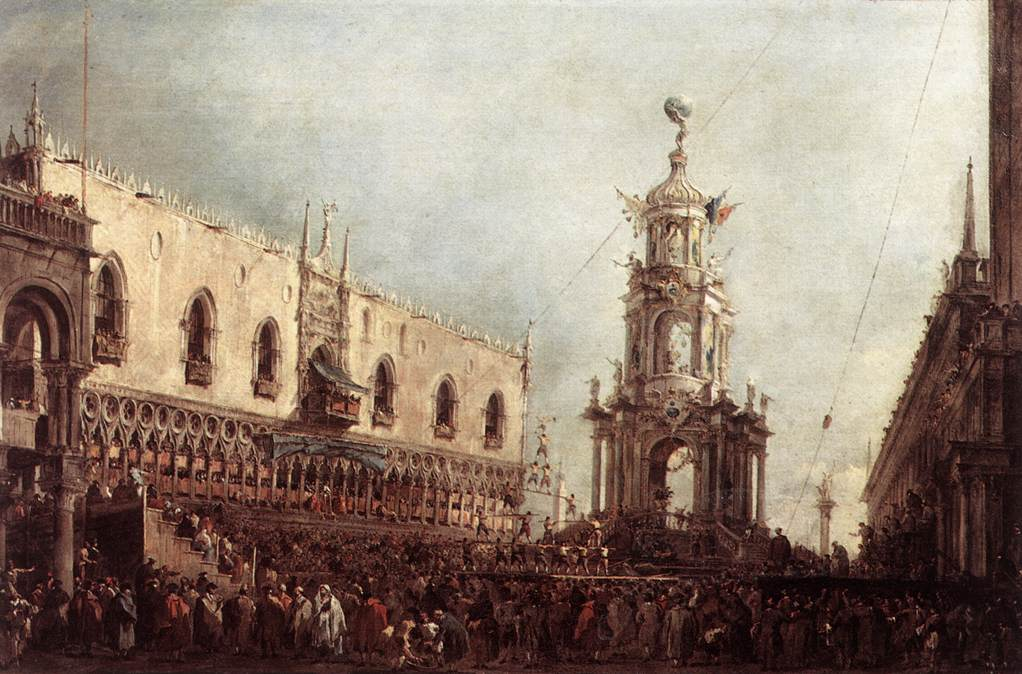
Le Doge de Venise assiste aux fêtes du Jeudi Gras sur la Piazzetta, musée du Louvre Paris
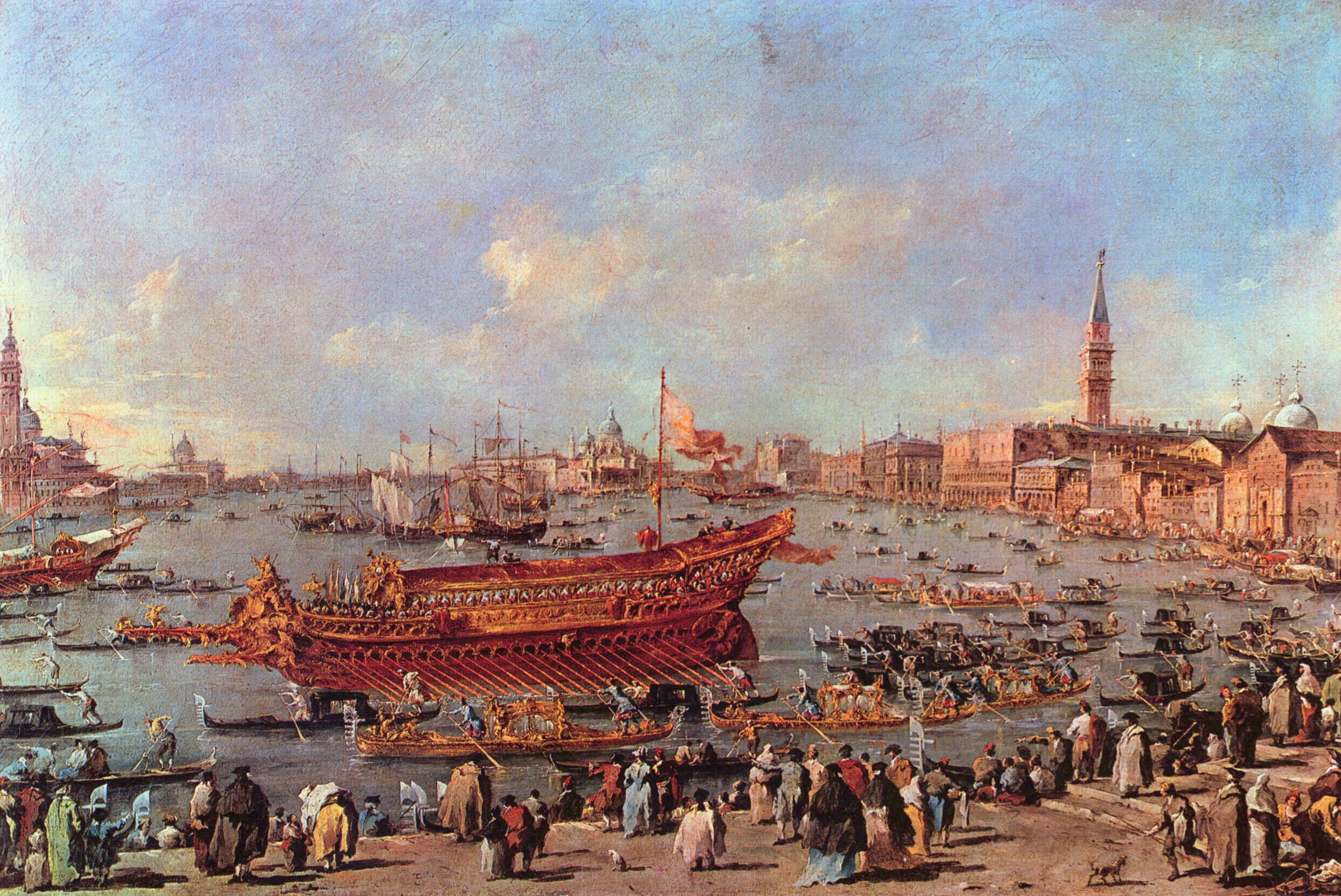
Le Départ du Bucentaure vers le Lido de Venise, le jour de l'Ascension, musée du Louvre Paris
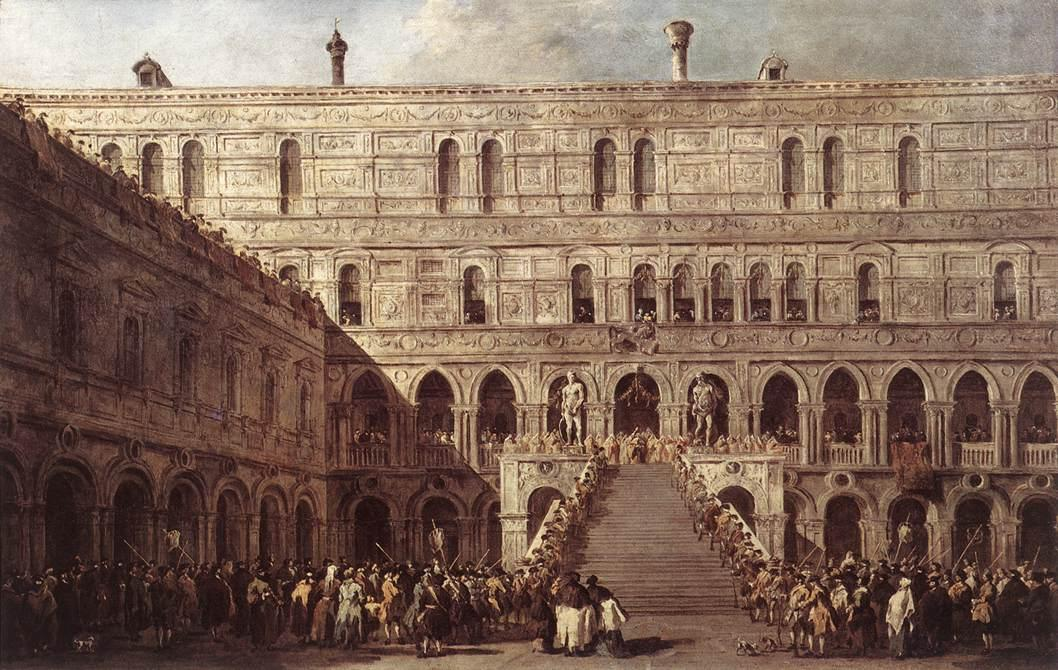
Le Couronnement du doge de Venise sur l'escalier des Géants au palais ducal de Venise, musée du Louvre Paris
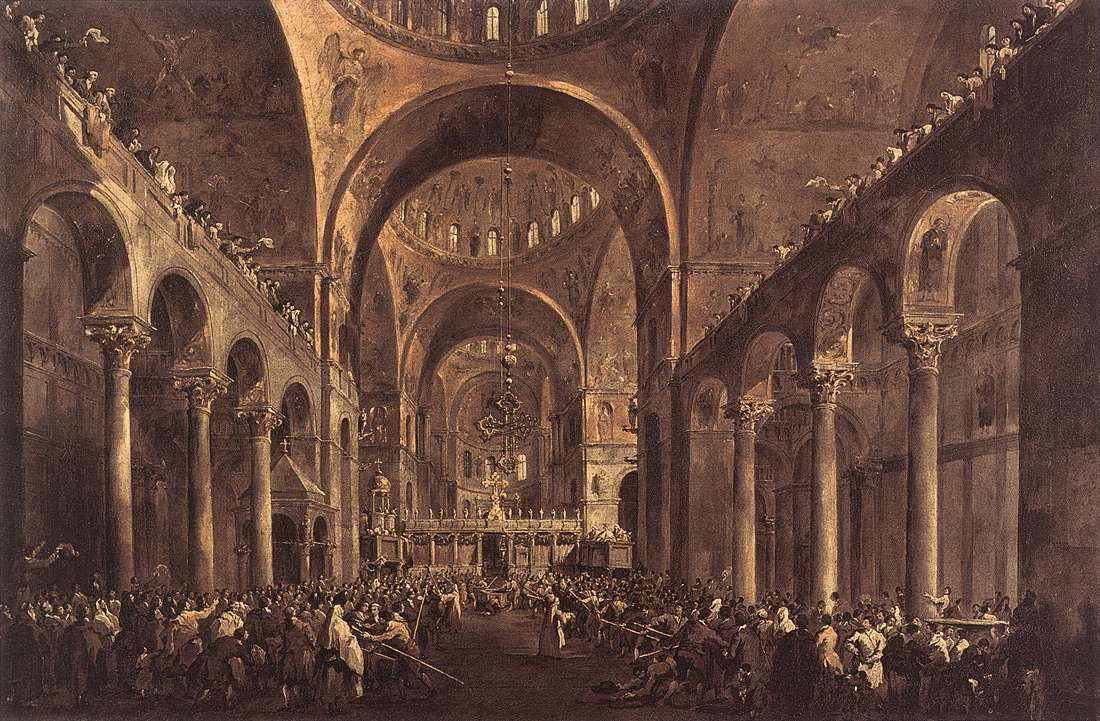
Le Doge Alvise IV Mocenigo se montre au peuple dans la basilique San Marco, musées royaux des Beaux-Arts de Belgique Bruxelles
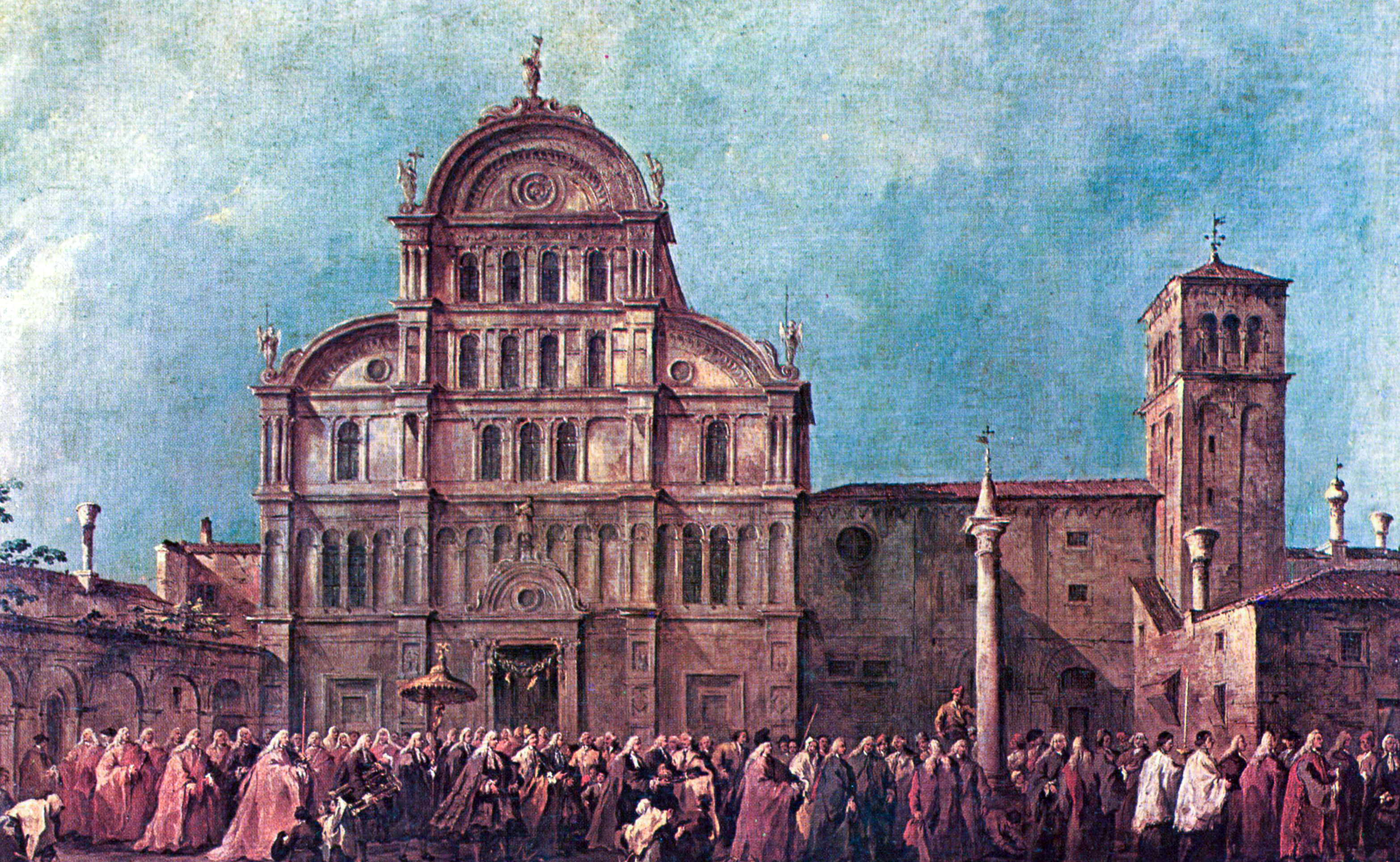
La Procession du doge de Venise à San Zaccaria, musée du Louvre Paris
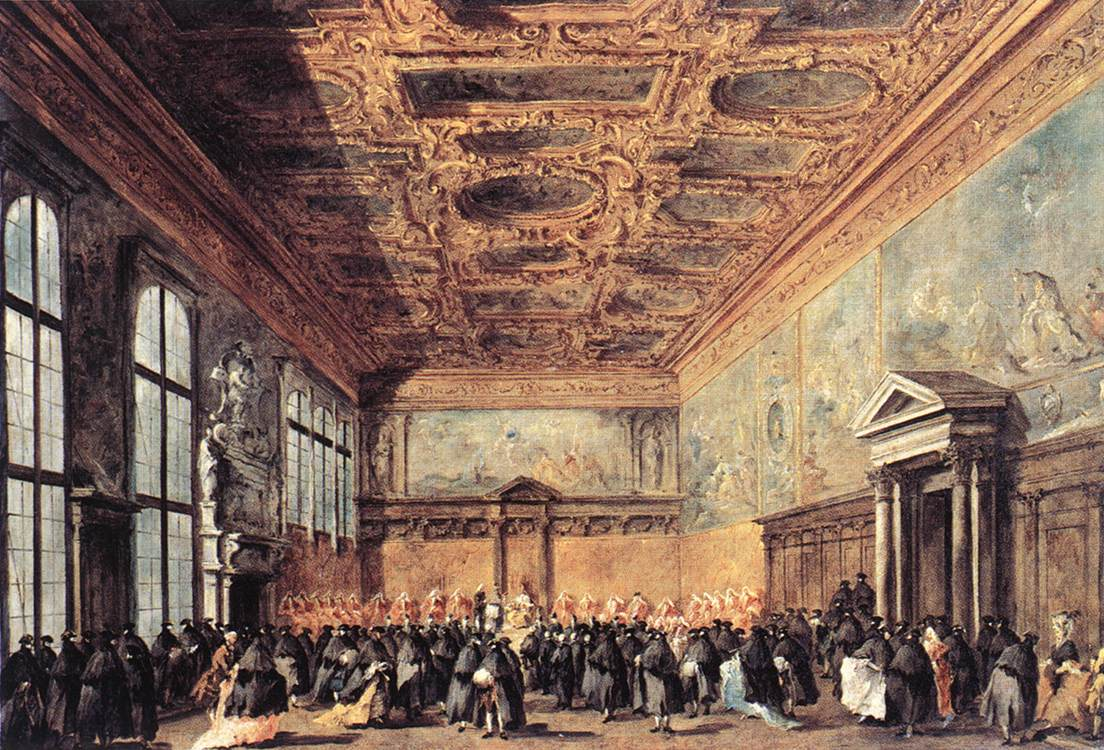
L'Audience accordée par le doge de Venise dans la salle du Collège au palais ducal, musée du Louvre Paris
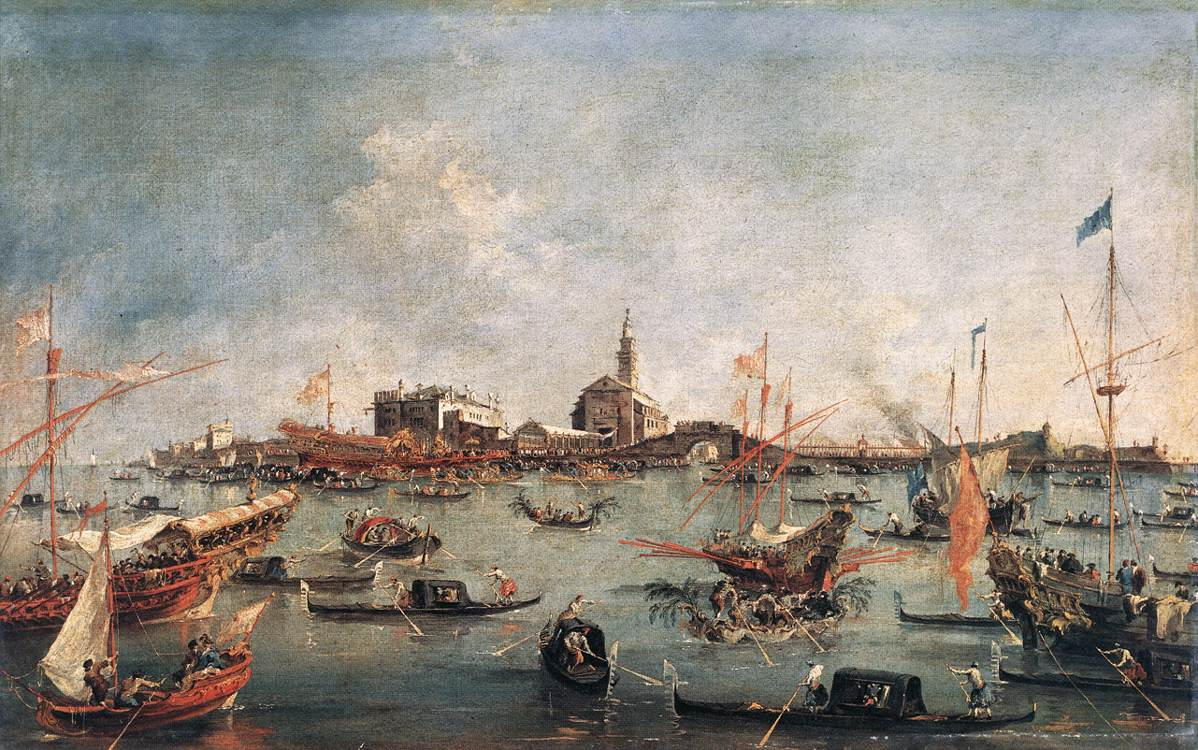
Le Doge de Venise sur le Bucentaure, à San Nicolò di Lido, le jour de l'Ascension, musée du Louvre Paris
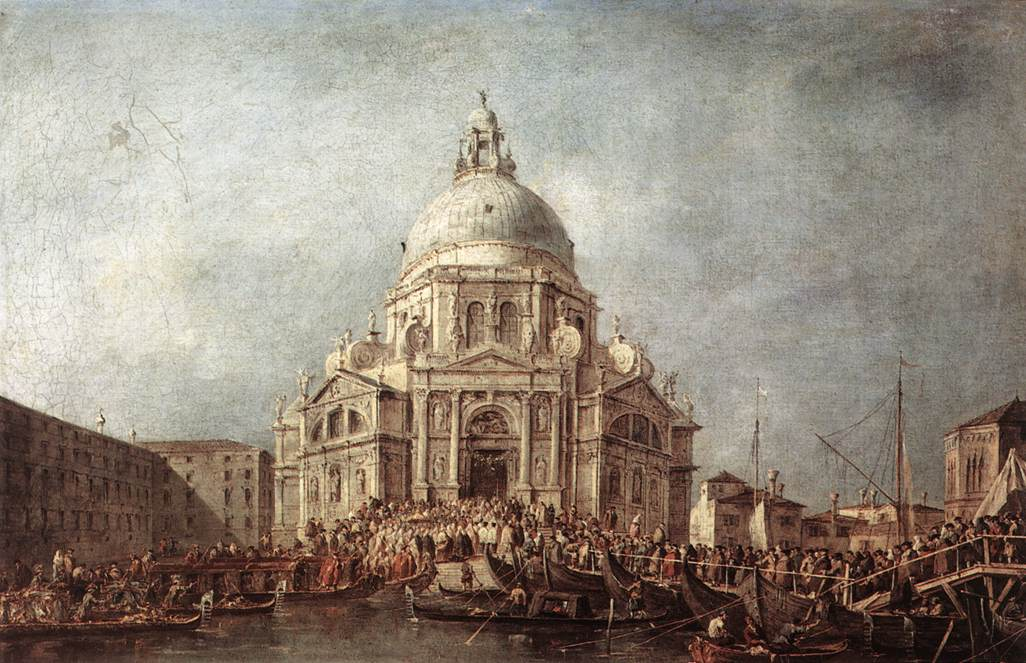
Le Doge de Venise se rend à la Salute le 21 novembre, jour de la commémoration de la fin de la peste de 1630, musée du Louvre Paris
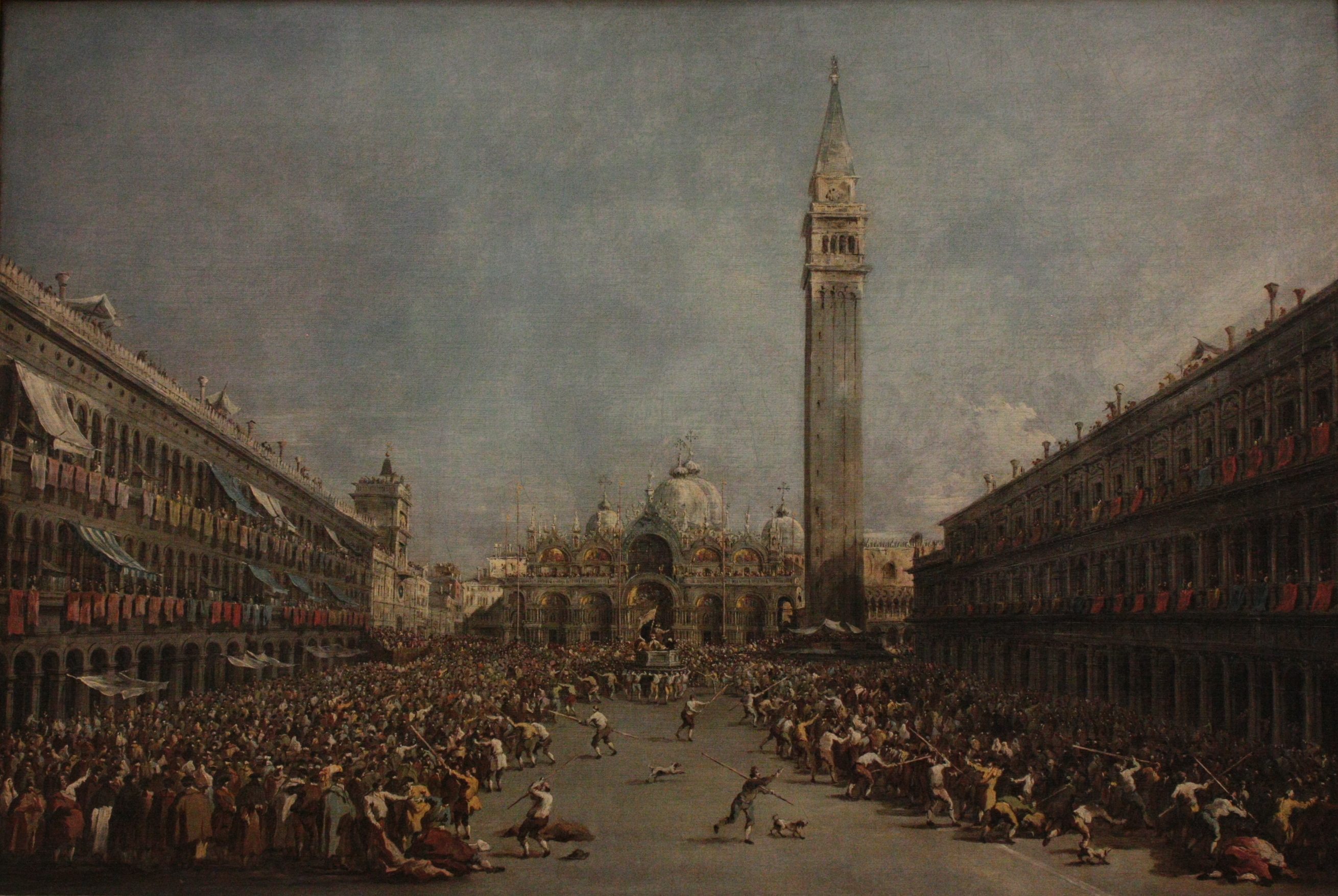
Le Doge de Venise porté par les gondoliers, après son élection sur la place Saint-Marc, musée de Grenoble
Les obsèques du doge par Gabriele Bella Pinacoteca Querini Stampalia